# Edmond Vansteenberghe
Pour les articles homonymes, voir Vansteenberghe.
Edmond Benjamin Pierre Vansteenberghe (né à Winnezeele dans le département du Nord le 26 avril 1881 et mort le 10 décembre 1943  à Bayonne) est un évêque français qui fut évêque de Bayonne de 1939 à sa mort et un universitaire auteur d'ouvrages sur la mystique rhénane.

## Biographie
Edmond Vansteenberghe naît dans une famille flamingante du Nord, fils de Gustave Vansteenberghe (1846-1916), notaire, et de son épouse Eulalie Cordier (1851-1906). Il grandit à Winnezeele puis à Hondschoote, et poursuit ses études secondaires à Notre-Dame-des-Dunes de Dunkerque, puis effectue sa théologie au grand séminaire Saint-Sulpice de Paris. Il est ordonné prêtre en 1904, année où il obtient sa licence ès lettres. Il poursuit ses études à Rome où il obtient son doctorat de théologie en 1908. Il est ensuite nommé comme professeur de classe de seconde à l'institut libre de Marcq-en-Barœul, puis préfet des études et professeur de philosophie. En 1913, il devient professeur de philosophie scolastique au grand séminaire Saint-Thomas de Saint-Amand-les-Eaux. En août 1914, il est mobilisé comme infirmier jusqu'en septembre 1917, date à laquelle il reprend son enseignement, cette fois-ci au séminaire de Wardrecques. En 1919, il est nommé professeur de morale au grand séminaire de Lille et deux ans plus tard obtient son doctorat ès lettres de la Sorbonne. Il s'intéresse particulièrement à la mystique rhénane et à celle du XVe siècle. Le 1er novembre 1924, il est nommé maître de conférences à la faculté de théologie catholique de Strasbourg et titularisé trois ans plus tard. Il est membre du conseil de l'université en 1934.
Le 6 octobre 1939 au début de la drôle de guerre, il est nommé par Pie XI évêque de Bayonne, succédant à Henri-Jean Houbaut. Il est consacré à Lille le 10 décembre 1939 par le cardinal Liénart et intronisé à Bayonne le 21 décembre suivant.
Son diocèse se trouve en zone occupée et même interdite (littoral atlantique) dès juin 1940. Vansteenberghe publie une protestation en première page du bulletin diocésain, le 20 septembre 1942, contre la déportation des Juifs, à l'instar d'autres évêques de France, comme Pierre Gerlier, Jules Saliège, Jean-Joseph Moussaron, Jean Delay ou Pierre-Marie Théas (Vansteenberghe avait consacré ce dernier évêque, le 3 octobre 1940 ). Les autorités d'occupation interdisent le Bulletin diocésain et surveillent désormais l'évêque. Son vicaire général, Daguzan, est déporté à Dachau. En mars 1943, il monte néanmoins en chaire pour dénoncer le STO.
Il meurt subitement alors qu'il allait célébrer la messe, le matin du 10 décembre 1943 à l'âge de 62 ans.

## Publications
Edmond Vansteenberghe est l'auteur de plusieurs ouvrages et articles :

### Livres
- Le « De ignota litteratura » de Jean Wenck de Herrenberg contre Nicolas de Cues, Beiträge, Münster-en-W., 1910, VIII, 6, 44 pages
- Autour de la docte ignorance, une controverse sur la théologie mystique au XVe siècle, Münster-en-W., 1915, XIV, 220 pages
- Le Cardinal Nicolas de Cues (1401-1464). L'Action. La Pensée. (thèse) Paris, éd. Champion, 1920, XIX, 58 pages; rééd. Francfort-sur-le-Main, 1963
- La Vision de Dieu par le cardinal de Cuse (1401-1464), Museum Lessioanum, Louvain section Ascèse et Mystique, XXVIII, 1925, 128 pages
- Traduction de l'allemand de Saint Thomas d'Aquin de Mgr Grabmann, Paris, Bloud et Gay, 1936, 238 pages

### Quelques articles
- Un écrit de Vincent d'Aggsbach contre Gerson, in Studien zur Geschichte der Philosophie. Festgabe zum 60 geburtstag Clemens Baeumker gewidmet von seinen Schülern und Freunden, (Études sur l'histoire de la philosophie. Mélanges offerts à Clemens Baeumker par ses amis et élèves pour son soixantième anniversaire), éd. Aschendorff, Munich, 1913, p. 357-364
- Quelques lectures de jeunesse de Nicolas de Cuse d'après un manuscrit inconnu de sa bibliothèque, in ArHDL, 1928, p. 275-284
- Saint Thomas d'Aquin et la préoccupation missionnaire de son temps, in Revue catholique d'Alsace, 1927
- La valeur historique du De Morinis de Malbrancq, in Bulletin de la Société des antiquités de Morinie, 1926
- Chronique d'Histoire de la pensée médiévale, in Revue des sciences religieuses, VII
- Chronique de théologie ascétique et mystique, ibid
- Le mouvement mystique à Strasbourg au XIVe siècle, in Bulletin des Amis de l'Université (de Strasbourg), XVI, 1927
- Ozanam et saint François d'Assise, in Revue catholique d'Alsace, 1928
- Un petit traité de Nicolas de Cues sur la contemplation, in Revue des sciences religieuses, IX, p. 376-390
- Peut-on dire que tous les péchés mortels se valent ?, in L'Ami du Clergé, XLVI, 1929, p. 6-8
- Deux théoriciens de l'amitié au XIIe siècle : Pierre de Blois et Aelred de Riéval, in Revue des sciences religieuses, XII, 1932
- Quelques écrits de Jean de Gerson, id, 1936

### Articles duDictionnaire de théologie catholique
Malderus, Molinisme, Nicolas de Clamanges, Nicolas de Cues, Parents (Devoir des), Pigritia et acedia, Pie II, Présomption, Schisme d'Occident (Grand) 
Il est en plus l'auteur de nombreux articles et comptes rendus dans diverses revues de théologie et d'histoire, y compris le Bulletin du Comité flamand de France.